# Ferdinand Hrdý
Ferdinand Hrdý (22. ledna 1872 Milíčeves – 4. března 1949 Libáň) byl český katolický kněz, prvo-děkan v Libáni, čestný kanovník katedrální kapituly v Pule, osobní arciděkan, papežský komoří, biskupský notář královéhradecký, čestný konzistorní rada litoměřický, horlivý katolický a národní pracovník u Jižních Slovanů.

## Činnost v Chorvatsku
Rodák z Milíčevese byl na kněze vysvěcen v roce 1897. Primici měl ve farním kostele ve Velíši na svátek sv. Václava 28. září 1897. Dále odešel působit do Chorvatska.
Rok byl prefektem gorického semináře, načež se stal kaplanem v Labinu, později od roku 1904 byl farářem ve Sv. Lovreči v Istrii. Roku 1917 se stal kanovníkem v Pule, kam už ale nenastoupil.
Málokterý kněz mohl prokázat tolik jazykových schopností jako Hrdý. Mluvil a psal česky, německy, italsky, chorvatsky, slovinsky, srbsky, maďarsky a francouzsky. V pěti řečech kázal.
Ve svých působištích neměl snadné úkoly. Chyběly zde většinou školy. Vystavěl školy a knihovny ve Sv. Lovreči v roce 1914, a také v S. Marině, Rabaeu, Lipendě a Rogočaně.
Než vystavěl školu, začal vyučovat na chodbě fary. Do této primitivně zařízené školy chodilo 135 dětí. Večer pak změnila se tvářnost žáků, to v primitivních lavicích zasedli dospělí, aby se naučili číst a psát. Pracoval na hospodářském povznesení osadníků, byl chorvatskému lidu nejen knězem, ale především učitelem a rádcem. Za tuto námahu zůstali Chorvati Hrdému navždy vděčni, což se projevilo i v dubnu 1918, kdy do Labinu přijel rakouský císař Karel I. Habsburský. Slovo Hrdého mezi chorvatským lidem platilo jako zákon. Svým vzorně kněžským životem, vlídným a srdečným vystupováním dovedl si získat mnoho přátel. Úcta a láska Chorvatů provázela ho na všech cestách a když od nich odcházel neradi se s ním loučili.

## Pronásledování
Jako panslavista byl za svou buditelsko-vlasteneckou činnost pro Chorvaty v Istrii od italských vojáků vyrabován a uvězněn v Terstu. Když se dovolával, aby jako Čech byl souzen v přítomnosti československého konzula, byl bez soudu poslán do Jugoslávie. Italové ho vyvezli za hranice a on se pak usadil v Záhřebu. Zde byl v letech 1920–1927. V Záhřebu pracoval v konzistorní kanceláři a posléze byl jmenován apoštolským vikářem v Niši, kde postavil krásný gotický kostel. Za svoji činnost však byl pronásledován od místních pravoslavných a záhy vypovězen ze Srbska.

## Návrat do Čech

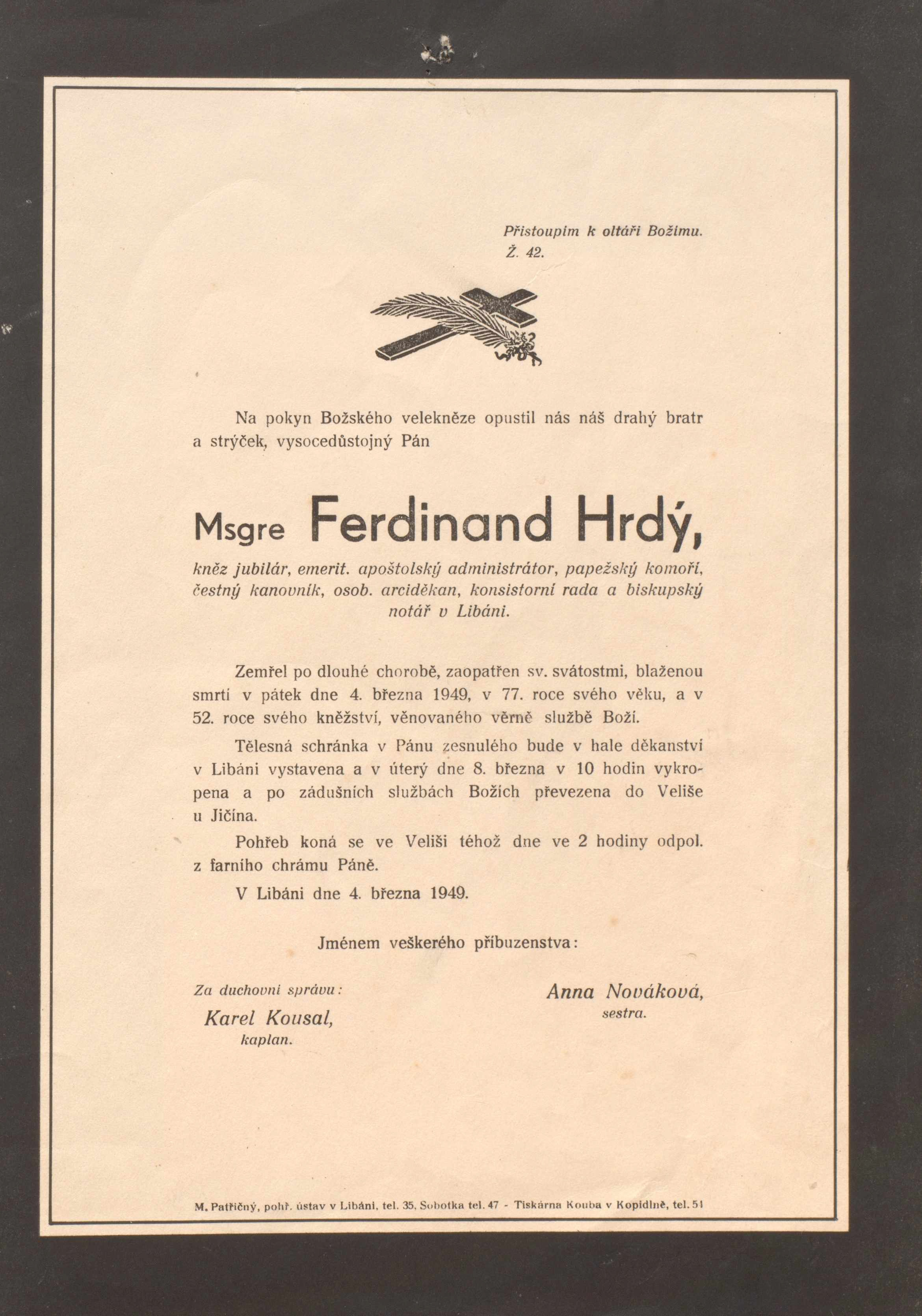
Parte Msgre. Ferdinanda Hrdého

Vrátil se do Čech, kde úspěšně působil v různých funkcích. Jako prvo-děkan v Libáni. Zde se spolupodílel na založení muzea. Dále se stal spolupracovníkem biskupských konzistoří v Hradci Králové a v Litoměřicích. Jeho kněžský život ocenil papež titulem Msgre. Zemřel 4. března 1949 a byl pohřben do rodinného hrobu vedle své matky ve Velíši u Jičína.